# 熊瑾玎
熊瑾玎（1886年—1973年），原名泰儒，又名祐吾、楚雄，男，湖南长沙人，中国社会活动家，中國共產黨党员，曾任第二、三、四届全国政协委员。

## 生平
早年参加新民学会，1921年夏为结识的毛泽东、何叔衡筹措从长沙前往上海参加中共一大的旅费。
1928年4月，熊瑾玎從武汉来到上海，並在上海担任中央秘书处会计科科长。同时中共中央政治局常委李维汉要求熊瑾玎為中央政治局尋找一個秘密开会办公場所。熊瑾玎最终將地點選在天蟾逸夫舞台后面的云南路447号二层楼房（今云南路171号至173号），該地點同時以经营湖南纱布的“福兴商号”為掩護，熊瑾玎出任福兴商号的老闆。
1938年在武汉担任中共《新华日报》总经理。

## 家庭
妻子朱端绶。兒子：熊笑三（1905—1987），国民革命军陆军中将
熊畅苏，熊侃文